# Liste der Städte in der Lausitz
Dies ist eine Liste der Städte in der Lausitz, nach Einwohnerzahl und alphabetisch geordnet.

## Städte nach Einwohnerzahl
Die mit Abstand größte Stadt der Lausitz ist Cottbus mit einer Einwohnerzahl von knapp 100.000.
In der folgenden Tabelle sind die 25 einwohnerreichsten Städte, deren Einwohnerzahlen mit der Angabe des Datums sowie die Verwaltungseinheit (Landkreis oder kreisfrei) aufgeführt, zu der die Stadt gehört. Die Einwohnerzahlen beziehen sich auf die Städte als politische Gebilde. Die deutsch-polnischen Doppelstädte Görlitz/Zgorzelec und Guben/Gubin haben zusammengenommen etwa 87.000 bzw. 34.000 Einwohner.
| Rang | Name                  | Einwohnerzahl | Stand | Verwaltungseinheit                                |
| ---- | --------------------- | ------------- | ----- | ------------------------------------------------- |
| 1.   | Cottbus               | 94.778        | 2023  | kreisfrei (Brandenburg)                           |
| 2.   | Görlitz               | 55.395        | 2023  | Landkreis Görlitz (Sachsen)                       |
| 3.   | Bautzen               | 37.930        | 2023  | Landkreis Bautzen (Sachsen)                       |
| 4.   | Żary (Sorau)          | 37.052        | 2020  | Powiat Żarski (Woiwodschaft Lebus)                |
| 5.   | Hoyerswerda           | 31.131        | 2023  | Landkreis Bautzen (Sachsen)                       |
| 6.   | Zgorzelec (Görlitz)   | 29.810        | 2020  | Powiat Zgorzelecki (Woiwodschaft Niederschlesien) |
| 7.   | Zittau                | 25.499        | 2023  | Landkreis Görlitz (Sachsen)                       |
| 8.   | Eisenhüttenstadt      | 25.202        | 2023  | Landkreis Oder-Spree (Brandenburg)                |
| 9.   | Senftenberg           | 23.629        | 2023  | Landkreis Oberspreewald-Lausitz (Brandenburg)     |
| 10.  | Spremberg             | 21.326        | 2023  | Landkreis Spree-Neiße (Brandenburg)               |
| 11.  | Lubań (Lauban)        | 20.723        | 2020  | Powiat Lubański (Woiwodschaft Niederschlesien)    |
| 12.  | Forst                 | 17.303        | 2023  | Landkreis Spree-Neiße (Brandenburg)               |
| 13.  | Bogatynia (Reichenau) | 17.037        | 2020  | Powiat Zgorzelecki (Woiwodschaft Niederschlesien) |
| 14.  | Kamenz                | 17.072        | 2023  | Landkreis Bautzen (Sachsen)                       |
| 15.  | Gubin                 | 16.528        | 2020  | Powiat Krośnieński (Woiwodschaft Lebus)           |
| 16.  | Guben                 | 16.023        | 2023  | Landkreis Spree-Neiße (Brandenburg)               |
| 17.  | Finsterwalde          | 15.690        | 2023  | Landkreis Elbe-Elster (Brandenburg)               |
| 18.  | Lübbenau              | 15.731        | 2023  | Landkreis Oberspreewald-Lausitz (Brandenburg)     |
| 19.  | Weißwasser            | 15.116        | 2023  | Landkreis Görlitz (Sachsen)                       |
| 20.  | Löbau                 | 14.618        | 2023  | Landkreis Görlitz (Sachsen)                       |
| 21.  | Lübben                | 14.030        | 2023  | Landkreis Dahme-Spreewald (Brandenburg)           |
| 22.  | Lauchhammer           | 14.264        | 2023  | Landkreis Oberspreewald-Lausitz (Brandenburg)     |
| 23.  | Ebersbach-Neugersdorf | 11.134        | 2023  | Landkreis Görlitz (Sachsen)                       |
| 24.  | Bischofswerda         | 10.709        | 2023  | Landkreis Bautzen (Sachsen)                       |
| 25.  | Niesky                | 9060          | 2023  | Landkreis Görlitz (Sachsen)                       |